# Owen Jones (Journalist)

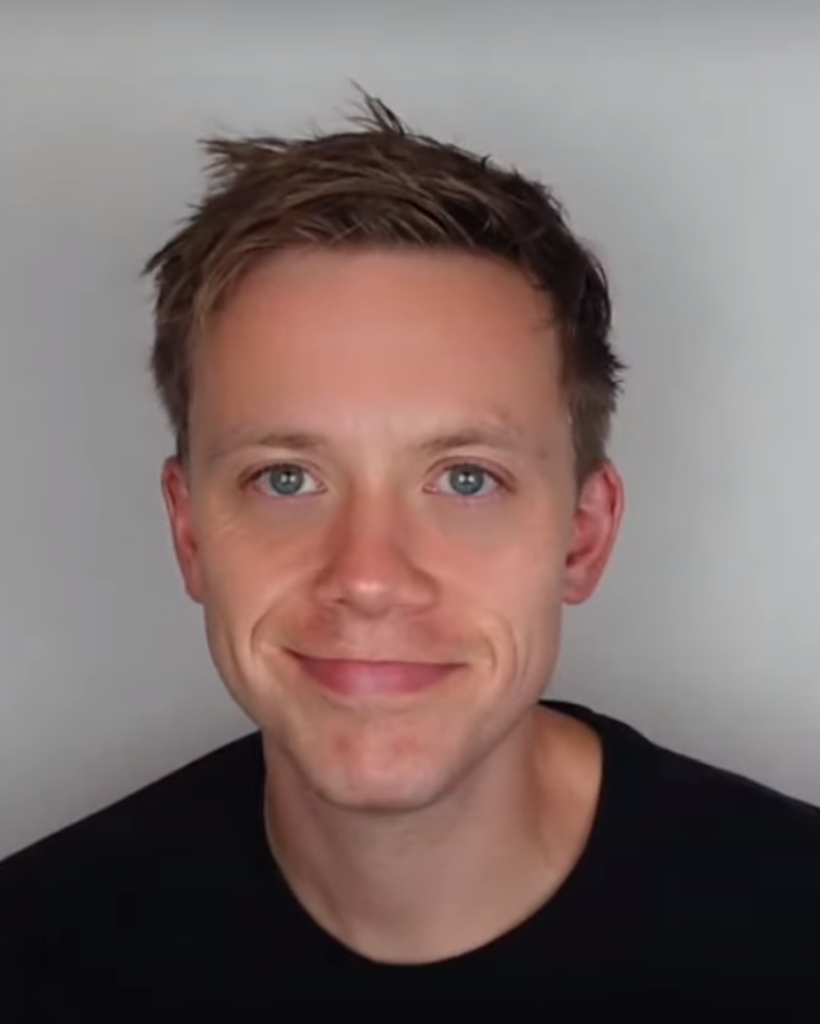
Owen Jones (2021)

Owen Peter Jones (* 8. August 1984 in Sheffield) ist ein britischer Journalist, Autor und Aktivist der politischen Linken. Er schreibt regelmäßig Kolumnen für The Guardian und New Statesman, in der Vergangenheit auch für The Independent.

## Leben und Schaffen
Jones wuchs in Stockport (Greater Manchester) auf. Seine Familie war schon über mehrere Generationen sozialistisch geprägt; sein Großvater war in der Communist Party of Great Britain, sein Vater war Gewerkschaftsvertreter.
Nach dem Schulabschluss studierte er Geschichte am University College der Universität Oxford. Sein Studium schloss er 2005 mit einem Bachelor of Arts und 2007 mit einem Master of Studies (MSt) in US-Geschichte ab. Bevor er Journalist wurde, arbeitete er als Gewerkschaftsvertreter und als Assistent für den Labour-Abgeordneten John McDonnell.
Jones arbeitete zunächst als Kolumnist für The Independent und wechselte im März 2014 zu The Guardian. Seit 2015 hat er auch eine regelmäßige Kolumne in New Statesman. Beiträge von ihm erschienen auch in Sunday Mirror, Le Monde diplomatique und kleineren Zeitungen. Als politischer Kommentator tritt er häufig im englischsprachigen Fernsehen auf, so etwa in BBC News, Sky News, Channel 4 News und der BBC-Sendung Question Time.

## Politische Einordnung

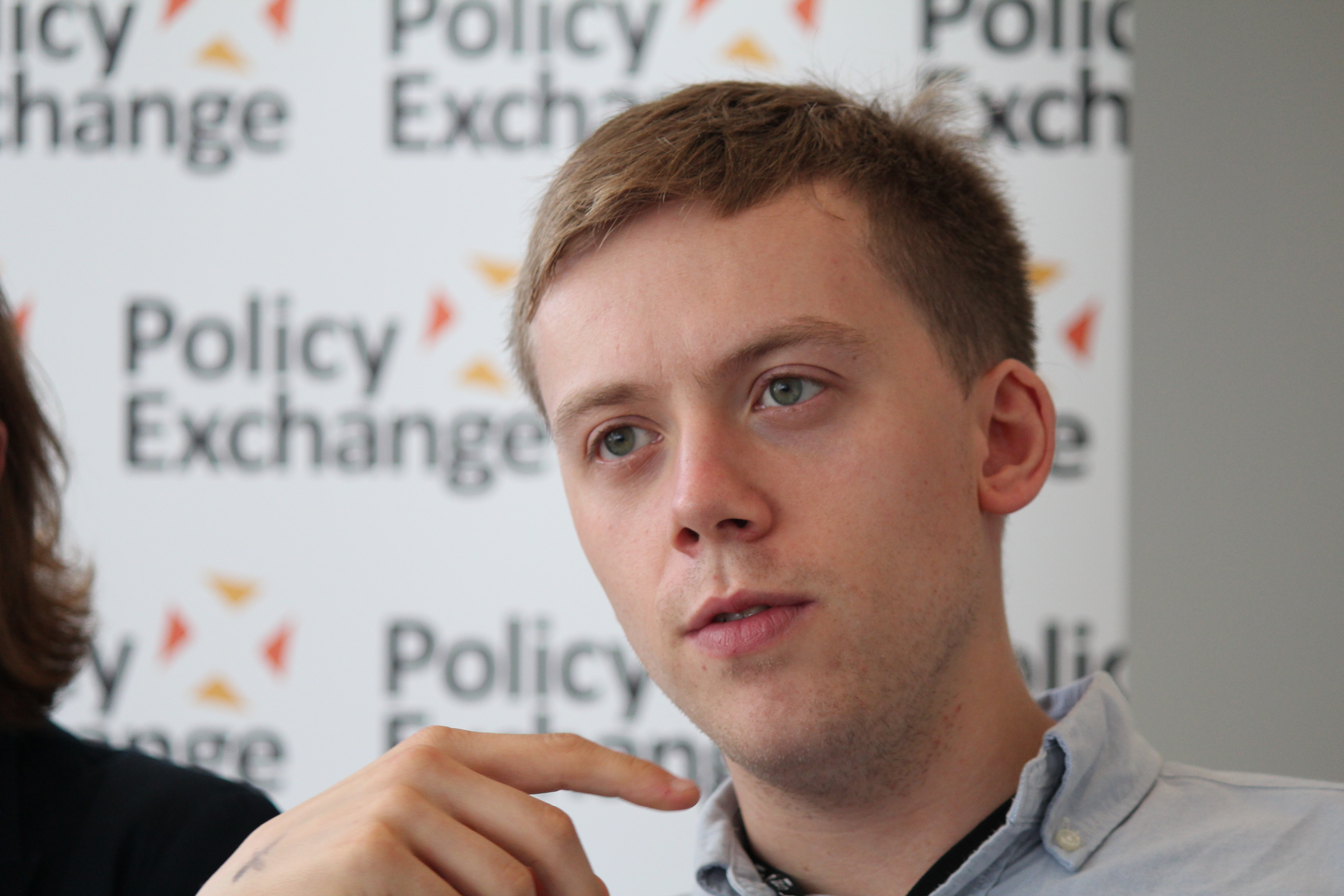
Jones im September 2013

Jones schreibt aus einer linken Perspektive. Er tritt für demokratischen Sozialismus ein und ist Mitglied des linken Think Tanks National Advisory Panel for the Centre for Labour and Social Studies.
In seinem 2011 erstmals erschienenen Buch Chavs: The Demonization of the Working Class setzt Jones sich mit Vorurteilen gegenüber der britischen Arbeiterklasse und dem Gebrauch des abwertenden Begriffs „Chav“ auseinander. Das Buch erhielt mediale Aufmerksamkeit und wurde gelobt, eine breite Öffentlichkeit zur Auseinandersetzung mit Klassismus zu bewegen, und war 2011 einer der Finalisten für den Guardian First Book Award.
Jones ist Feminist. Er ist schwul und setzt sich in seiner journalistischen Arbeit gegen Homophobie, Transphobie und Sexismus, auch innerhalb der LGBT-Szene, ein. Am 12. Juni 2016 verließ er eine Diskussion zum Massaker in Orlando auf Sky News, weil er dagegen protestieren wollte, dass der Moderator der Sendung die antischwule Gewalt des Massakers herunterspiele.
Im Oktober 2024 gehörte Jones zu den Unterzeichnern eines Aufrufs zum Boykott israelischer Kulturinstitutionen, „die an der überwältigenden Unterdrückung der Palästinenser mitschuldig sind oder diese stillschweigend beobachtet haben“.

## Werke
- Chavs: The Demonization of the Working Class. 2011. ISBN  978-1784783778 (dt. Prolls. Die Dämonisierung der Arbeiterklasse. VAT Verlag André Thiele, Mainz 2012).
- The Establishment: And How They Get Away With It. 2014. ISBN 978-1846147197.
- This Land: The Story of a Movement Allen Lane. 2020. ISBN 978-0241470947.[25]